# Wallstraße 18 (Ueckermünde)

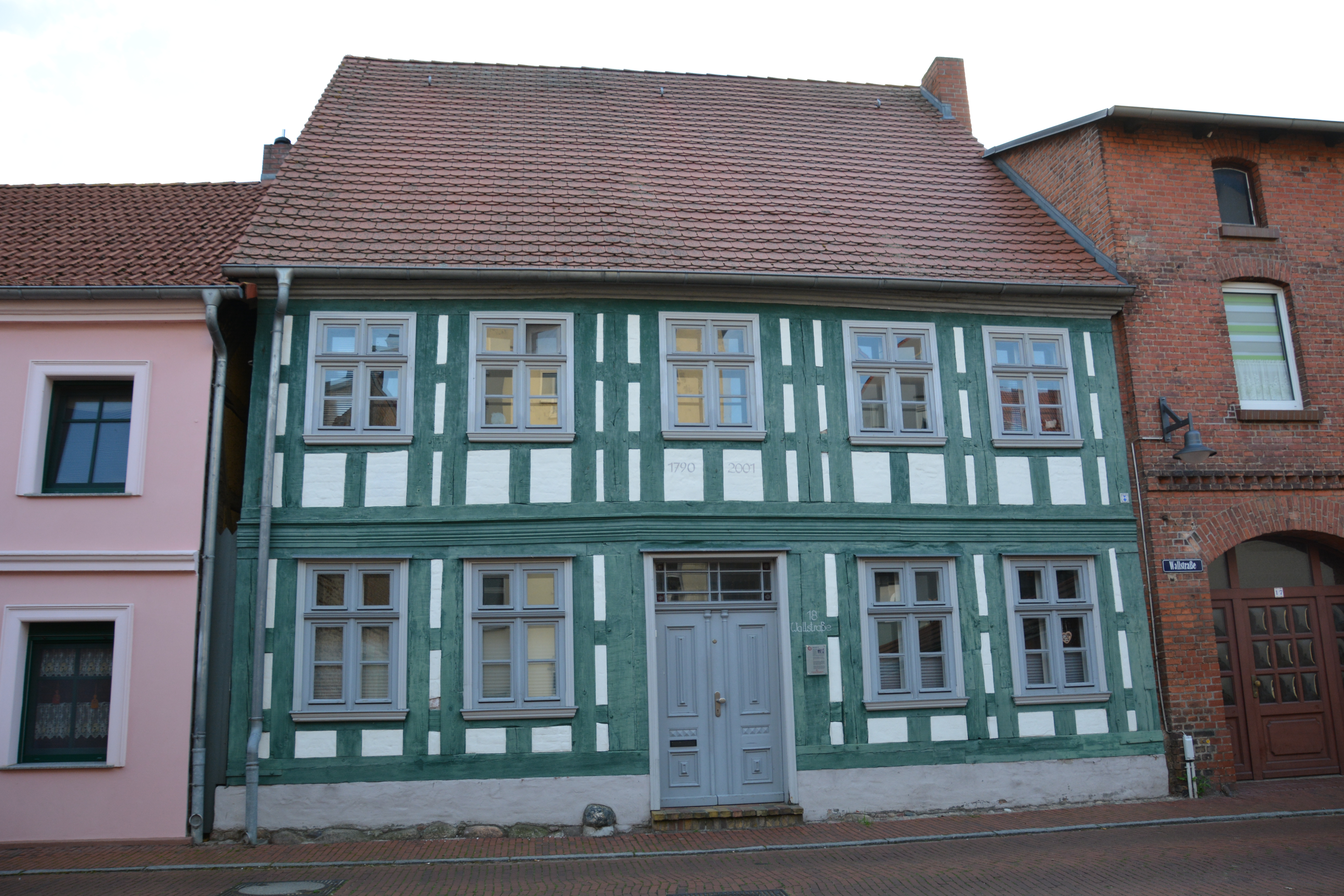
Wallstraße 18

Das Wohn- und Geschäftshaus Wallstraße 18 in Ueckermünde (Mecklenburg-Vorpommern) stammt  aus dem 18. Jahrhundert.
Die Haustür mit Oberlicht des Gebäudes steht unter Denkmalschutz.

## Geschichte
Die Stadt Ueckermünde mit 8472 Einwohnern (2020) wurde 1178 als Ucramund erstmals erwähnt.
Das zweigeschossige Fachwerkgebäude mit verputzten Ausfachungen wurde um 1790 gebaut. Der Hof grenzte an den Wall der mittelalterlichen Stadtmauer. Bis 1989 befanden sich auf dem Hof Stallungen, ein Schlachtraum und eine Räucherei. Heute (2021) sind in dem bis 2003 sanierten Haus Wohnungen und ein Gewerbebetrieb.